# Sveti Ante (Meštrović)
Sveti Ante je skulptura Ivana Meštrovića, izvedena 1954. Gipsani model nalazi se u Gliptoteci u Zagrebu. Prvi brončani odljev je napravljen 1955. godine te je iste godine postavljen u oltar crkve sv. Antuna Padovanskog u Beogradu, koja je izgrađena prema projektu Jože Plečnika.
Napravljena su još dva brončana odljeva – jedan je izvorno postavljen na pročelje ispred glavnih ulaznih vrata župne crkve sv. Ante Padovanskog u Bugojnu, no kasnije je iz sigurnosnih razloga premješten ispred crkve, dok je drugi postavljen 1988. godine ispred crkve sv. Ante Padovanskog u Drnišu. Za vrijeme okupacije Drniša tijekom Domovinskog rata, u lipnju 1992. godine, pobunjeni Srbi minirali su zvonik crkve svetog Ante Padovanskog, što je rezultiralo teškim oštećenjima crkve. Od kipa svetog Ante ostala je samo ruka koja se sada čuva u Gradskom muzeju Drniš. U lipnju 2017. godine, kip sv. Ante ponovno je postavljen ispred crkve.